# Danièle Arditi
Pour les articles homonymes, voir Arditi.
Danièle Arditi est une actrice française née le 6 mai 1974. 
Elle est la fille du peintre Georges Arditi, la sœur de la comédienne Rachel Arditi et la demi-sœur des comédiens Pierre et Catherine Arditi.

## Filmographie
- 1996 : Qu'est-ce que tu vas faire ?, court métrage de Pierre Linhart
- 1996 : Temps de chien de Jean Marbœuf
- 1997 à 2000 : La Vocation d'Adrienne : Julie Forestier (série télévisée)
- 1998 : Ô Trouble, court métrage (9 min) de Sylvia Caillé
- 1998 : La Canne, court métrage de Sarah Sarrabezolles
- 1999 : La Parenthèse enchantée de Michel Spinosa : Sophie, la baby-sitter
- 2001 : Le Vol de la colombe de Michel Sibra : Sabine
- 2003 : Le Coût de la vie de Philippe Le Guay : Élisabeth

## Théâtre
- 1996 : Le Bal des voleurs de Jean Anouilh, mise en scène Jean-Claude Idée, théâtre Montparnasse
- 1995 : Le Journal d'Anne Frank de Frances Goodrich et Albert Hackett, mise en scène Pierre Franck, théâtre des Célestins, théâtre Hébertot : Margot Frank
- 1998 : Le Libertin d'Éric-Emmanuel Schmitt, mise en scène Bernard Murat, théâtre Édouard-VII